# یارا گلن، ویکتوریا
یارا گلن (به انگلیسی: Yarra Glen) یک شهرک در استرالیا است که در ویکتوریا (استرالیا) واقع شده‌است.